# داني هاينز
داني هاينز (بالإنجليزية: Danny Haynes)‏ (19 يناير 1988 بإنجلترا في المملكة المتحدة - ) هو لاعب كرة قدم بريطاني في مركز الهجوم. شارك مع منتخب إنجلترا تحت 19 سنة لكرة القدم. أما مع النوادي، فقد لعب مع إبسفليت يونايتد وإيبسويتش تاون وبوريهام وود إف سي وتشارلتون أثلتيك ونادي بارنسلي ونادي بريستول سيتي ونادي ميلوول ونادي هيبرنيان ونوتس كاونتي ونادي كرو ألكساندرا ونادي تشيلتنهام تاون لكرة القدم.

## وصلات خارجية
- داني هاينز على موقع قاعدة بيانات كرة القدم.إي يو (الإنجليزية)
- داني هاينز على موقع Soccerbase.com (لاعب) (الإنجليزية)
- داني هاينز على موقع Soccerway.com (الإنجليزية)
- داني هاينز على موقع عالم كرة القدم.نت (الإنجليزية)